# حالت (علوم رایانه)
در علوم رایانه و فناوری اطلاعات، به برنامه‌ای که اتفاقات پیشین و تعامل‌های کاربر را به‌خاطر بسپارد، حالتمند (به انگلیسی: stateful) گفته می‌شود؛ این اطلاعات به‌خاطرسپرده‌شده حالت یا وضعیت (به انگلیسی: state) نامیده می‌شوند.
به مجموعه حالت‌هایی که یک سیستم می‌تواند در آن‌ها قرار داشته باشد، فضای حالت گفته می‌شود. خروجی یک مدار دیجیتال یا یک برنامه رایانه‌ای در هر زمان کاملاً از ورودی‌های فعلی و حالت آن مشخص می‌شود.